# Michael Smith (scheikundige)
Michael Smith, CC, OBC (Blackpool, 26 april 1932 – Vancouver, 4 oktober 2000) was een Canadees biochemicus en Nobelprijswinnaar. Hij kreeg in 1993 de Nobelprijs voor Scheikunde samen met Kary Mullis, voor hun bijdragen aan de ontwikkeling van methodes binnen de DNA-chemie.

## Biografie
Smith werd geboren in het Verenigd Koninkrijk als zoon van Mary Agnes en Rowland Smith. In 1956 haalde hij zijn PhD aan de Universiteit van Manchester. Daarna deed hij post-doctoriaal werk in Har Gobind Khorana's laboratorium aan de Universiteit van Brits-Columbia, Vancouver, Canada. Hij bleef hier werken tot aan zijn dood in 2000. In 1964 werd hij Canadees staatsburger en in 1987 werd hij directeur van het Biotechnologielab aan deze universiteit, dat door hem was opgericht. Na zijn pensionering aan de universiteit in 1997 was hij directeur van het nieuwe Genome Sequencing Center van het Canadese BC Cancer Agency, een positie die hij tot aan zijn overlijden behield.
Van 1960 tot 1983 was hij gehuwd met Ellen Wood Christy; samen kregen ze drie kinderen (Tom, Ian en Wendy). Zijn laatste jaren leefde hij samen met Elizabeth Raines.

## Werk
Smith ontwikkelde in 1977 een nieuwe techniek in de moleculaire biologie: oligonucleotide based site-directed mutagenesis. Zijn werk stelde wetenschappers in staat om afzonderlijke nucleotides toe te voegen of te verwijderen, het aanpassen van de DNA-volgorde en het analyseren van de werking van elk aminozuur. 
Aanvankelijk werd een artikel met zijn bevindingen door het prestigieuze wetenschappelijk tijdschrift Cell geweigerd omdat het "een technologische ontwikkeling zonder algemeen belang"betrof. Een andere tijdschrift publiceerde het een jaar later wel en sindsdien wordt deze techniek toegepast in medische onderzoek naar ziektes als Alzheimer, taaislijm, hemofilie en sikkelcelanemie. Het geldbedrag dat Smith met de Nobelprijs won doneerde hij aan wetenschappelijk onderzoek en het bevordering van vrouwen in wetenschappelijke loopbanen.

## Eerbetoon
- In 1994 werd Michael Smith lid van de Orde van Canada.
- In 2001 werd de Michael Smith Foundation for Health Research opgericht en naar hem vernoemd.
- In 2004 werd UBC Biotechnology Laboratories hernoemd tot Michael Smith Laboratories.
- Eveneens in 2004 kreeg het nieuwe biologielab aan de Universiteit van Manchester de naam Michael Smith Building.

## Publicaties
- Ferrer, J.C., Turano, P., Banci, L., Bertini, I., Morris, I.K., Smith, K.M., Smith, M., Mauk, A.G. (1994). Active site coordination chemistry of the cytochrome c peroxidase Asp235Ala variant: Spectroscopic and functional characterization. Biochem. 33: (25) 7819-7829.
- Guillemette, J.G., Barker, P.D., Eltis, L.D., Lo, T.P., Smith, M., Brayer, G.D., Mauk, A.G. (1994). Analysis of the biomolecular reducation of ferricytochrome c by ferrocytochrome b5 through mutagenesis and molecular modelling. Biochimie 76: 592-604.
- Berghuis, A.M., Guillemette, J.G., Smith, M., and Brayer, G.D. (1994). Mutation of tyrosine-67 to phenylamaine in cytochrome c significantly alters the local heme environment. J. Mol. Biol. 235: 1326-1341.
- Rafferty, S.P., Guillemette, J.G., Smith, M., and Mauk, A.G. (1996). Azide binding and active site dynamics of position-82 variants of ferricytochrome c. Inorg. Chem. Acta.242: 171-177.
- Woods, A.C., Guillemette, J.G., Parraish, J.C., Smith, M., Wallace, C.J.A. (1996). Synergy in Protein Engineering. Mutagenic manipulation of protein structure to simplify semisynthesis. J. Biol. Chem. 271: (50) 32008-32015.
- Hildebrand, D.P., Ferrer, J.C., Tang, H.-L., Smith, M., and Mauk, A.G. (1996). Trans effects on cysteine ligation in the proximal His93Cys variant of horse heart myoglobin. Biocchemistry 34: 11598-11605.
- Hildebrand, D.P., Ferrer, J.C., Tang, H.-L., Luo, Y., Hunter, C.L., Brayer, G.D., Smith, M. and Mauk, A.G. (1996). Efficient coupled oxidation of heme by an active site variant of horse heart myoglobin. J. Am. Chem. Soc. 118: (51) 12909-12915.
- Maurus, R., Overall, C.M., Bogumil, R., Luo, Y., Mauk, A.G., Smith, M., and Brayer, G.D. (1997). Thermal stabilization of horse heart myoglobin through modification of ahydrophobic cluster in the proximal heme pocket. Biochem. Acta. 1341: 1-13.